# اندیس بلبلی (سلطان آباد)
بلبلی (سلطان آباد) یک اندیس فلزی است که در حوالی شهر چار گنبد استان کرمان قرار دارد و مادهٔ معدنی موجود در آن، مس است.  